# Hans Georg Müller-Payer
Hans Georg Müller-Payer (* 29. August 1902 in Stuttgart; † 5. Juni 1972 ebenda) war ein deutscher Jurist und Redakteur beim Staatsanzeiger Baden-Württemberg.

## Werdegang
Als einziges Kind von Ella Müller-Payer und Albert Friedrich Müller kam er in Stuttgart zur Welt. Er war ein Enkel von Friedrich von Payer.
Nach dem Rechtsstudium und der Promotion wurde er bis 1944 „dienstverpflichtet“ und war in einem Rüstungsbetrieb und am Westwall tätig.
Seine Dissertation „Zum Delict der unterlassenen Verbrechensanzeige de lege ferenda“ an der Rechts- und Wirtschaftswissenschaftlichen Fakultät der Universität Tübingen erschien 1929 bei Ernst Klett in Stuttgart.
Sich selbst und seine Eltern bezeichnet er als „überzeugte Liberale und Demokraten“. Die Zeit während des Nationalsozialismus verbrachte er laut eigenen Angaben „ohne berufliche Absichten und sehr zurückgezogen“.
Nach dem Ende des Krieges war er im Büro für Friedensfragen und von 1950 bis 1968 als Schriftleiter beim Staatsanzeiger Baden-Württemberg und als Redakteur der Beilage „Beiträge zur Landeskunde“ tätig. Er war Mitbegründer der Stuttgarter Privatstudiengesellschaft und im Volkacher Bund aktiv. Er verstand sich als Privatgelehrter, hielt Referate und verfasste Studienberichte im Volkacher Bund. Nach seinem Ruhestand verfasste er noch eine Reihe von historisch-biografischen Aufsätze für den Staatsanzeiger.
Im Mai 1972 erlitt er einen Schlaganfall und starb drei Wochen später in Stuttgart. In seinem Nachlass fand man einige selbst verfasste Gedichte, die in seiner Gedenkschrift enthalten sind.